# Al-Awamia
Awamia ou Al-Awamia (arabe : العوامية, anglais : Al-Awamiyah) est une localité de la région de Qatif, dans la province orientale d'ach-Charqiya d'Arabie saoudite, sur le golfe Persique. 
À forte majorité chiite, la ville a été le siège de violentes émeutes  le 3 octobre 2011. La ville a été le théâtre d’insurrections persistantes durant les années qui suivent, profitant de la densité du quartier al-Moussawara. Les autorités saoudiennes décident la destruction complète de ce quartier en mai 2017, provoquant un important déplacement de population.